# Longleng (Distrikt)
Longleng ist ein Distrikt im nordostindischen Bundesstaat Nagaland.
Die Fläche beträgt 562 km². Sitz der Verwaltung ist die gleichnamige Stadt Longleng.

## Bevölkerung
Nach der Volkszählung 2011 hat der Distrikt Longleng 50.484 Einwohner. Bei 121 Einwohnern pro Quadratkilometer ist der Distrikt dicht besiedelt. Der Distrikt ist überwiegend ländlich geprägt. Von den 50.484 Bewohnern wohnen 42.871 Personen (84,92 %) auf dem Land und 7.613 Menschen in städtischen Gemeinden.
Der Distrikt Longleng gehört zu den Gebieten Indiens, die mehrheitlich von Angehörigen der „Stammesbevölkerung“ (scheduled tribes) besiedelt sind. Zu ihnen gehörten (2011) 48.615 Personen (96,30 Prozent der Distriktsbevölkerung). Es gibt keinen einzigen Dalit (scheduled castes) im Distrikt.
Die Bevölkerung besteht fast ganz aus Leuten, die im Distrikt geboren wurden. Von den Bewohnern sind 48.785 Personen (96,63 Prozent der Bewohner) im Distrikt geboren. Insgesamt 832 Personen wurden in anderen indischen Bundesstaaten geboren (darunter 525 Personen in Assam, 127 Personen in Bihar und 45 Personen in Manipur). Von den 36 im Ausland geborenen Personen sind 28 aus Nepal.

### Bevölkerungsentwicklung
Wie überall in Indien wuchs die Einwohnerzahl im Distrikt Longleng jahrzehntelang stark an. Zwischen 2001 und sank die Anzahl der Einwohner allerdings um 58,5 Prozent (58,48 %). In diesen zehn Jahren nahm die Bevölkerung um über 71.000 Menschen ab. Ab 1961 setzte eine starke Zuwanderung in das damals dünn besiedelte Gebiet ein. Dies führte bis 2001 zu einem Bevölkerungswachstum von 745 % in nur 40 Jahren. Die Entwicklung verdeutlicht folgende Tabelle:

### Bedeutende Orte
Im Distrikt gibt es mit dem Distrikthauptort Longleng (7.631 Einwohner) nur eine einzige Stadt (notified town).

### Bevölkerung des Distrikts nach Geschlecht
Der Distrikt hatte – für Indien üblich – stets deutlich mehr männliche als weibliche Einwohner. Wegen der starken Zuwanderung lag er bis in die jüngste Zeit allerdings weit über dem indischen Durchschnitt. Bei den jüngsten Bewohnern (unter 7 Jahren) liegen die Anteile bei 53,04 % männlichen zu 46,96 % weiblichen Geschlechts.
| Verteilung der Bevölkerung nach Geschlecht im Distrikt Longleng |                   |                   |                   |                   |                   |                   |                   |                   |                   |                   |                   |                   |
|                                                                 | Volkszählung 1961 | Volkszählung 1961 | Volkszählung 1971 | Volkszählung 1971 | Volkszählung 1981 | Volkszählung 1981 | Volkszählung 1991 | Volkszählung 1991 | Volkszählung 2001 | Volkszählung 2001 | Volkszählung 2011 | Volkszählung 2011 |
| Anzahl                                                          | Anteil            | Anzahl            | Anteil            | Anzahl            | Anteil            | Anzahl            | Anteil            | Anzahl            | Anteil            | Anzahl            | Anteil            |                   |
| GESAMT                                                          | 14.390            | 100 %             | 19.423            | 100 %             | 25.704            | 100 %             | 67.703            | 100 %             | 121.581           | 100 %             | 50.484            | 100 %             |
| Männer                                                          | 7.346             | 51,05 %           | 10.167            | 52,35 %           | 13.630            | 53,03 %           | 36.268            | 53,57 %           | 64.371            | 52,94 %           | 26.502            | 52,50 %           |
| Frauen                                                          | 7.044             | 48,95 %           | 9.256             | 47,65 %           | 12.074            | 46,97 %           | 31.435            | 46,43 %           | 57.210            | 47,06 %           | 23.982            | 47,50 %           |

### Bevölkerung des Distrikts nach Sprachen
Die Bevölkerung des Distrikts Tuensang ist sprachlich einheitlich. Denn Phom wird von fast 94 % der Einwohnerschaft als Hauptsprache angegeben. Die weitverbreitetsten Sprachen zeigt die folgende Tabelle:
| Jahr                                   | Phom   | Phom  | Konyak | Konyak | Bengali | Bengali | Nepali | Nepali | Sema | Sema | Ao   | Ao   | Assami | Assami | Hindi | Hindi | Gesamt | Gesamt   |
| Jahr                                   | Zahl   | %     | Zahl   | %      | Zahl    | %       | Zahl   | %      | Zahl | %    | Zahl | %    | Zahl   | %      | Zahl  | %\|%  | Zahl   | %        |
| -------------------------------------- | ------ | ----- | ------ | ------ | ------- | ------- | ------ | ------ | ---- | ---- | ---- | ---- | ------ | ------ | ----- | ----- | ------ | -------- |
| 2011                                   | 47.294 | 93,68 | 925    | 1,83   | 447     | 0,89    | 379    | 0,75   | 376  | 0,74 | 261  | 0,52 | 209    | 0,41   | 173   | 0,34  | 50.484 | 100,00 % |
| Quelle: Ergebnis der Volkszählung 2011 |        |       |        |        |         |         |        |        |      |      |      |      |        |        |       |       |        |          |

### Bevölkerung des Distrikts nach Bekenntnissen
Die tibetoburmanischen Bewohner sind in den letzten 100 Jahren fast gänzlich zum Christentum übergetreten. Die bedeutendsten Gemeinschaften innerhalb des Christentums sind die Presbyterianer (Reformierte), Baptisten und Katholiken. Die Hindus und Muslime bilden kleine religiöse Minderheiten und sind hauptsächlich Zugewanderte aus anderen Regionen Indiens und aus Bangladesch. Die genaue religiöse Zusammensetzung der Bevölkerung zeigt folgende Tabelle:
| Jahr                                   | Buddhisten | Buddhisten | Christen | Christen | Hindus | Hindus | Jainas | Jainas | Muslime | Muslime | Sikhs | Sikhs | Andere | Andere | keine Angaben | keine Angaben | Gesamt | Gesamt   |
| Jahr                                   | Zahl       | %          | Zahl     | %        | Zahl   | %      | Zahl   | %      | Zahl    | %       | Zahl  | %     | Zahl   | %      | Zahl          | %             | Zahl   | %        |
| -------------------------------------- | ---------- | ---------- | -------- | -------- | ------ | ------ | ------ | ------ | ------- | ------- | ----- | ----- | ------ | ------ | ------------- | ------------- | ------ | -------- |
| 2011                                   | 77         | 0,15       | 48.849   | 96,76    | 873    | 1,73   | 0      | 0,00   | 635     | 1,26    | 5     | 0,01  | 0      | 0,00   | 45            | 0,09          | 50.484 | 100,00 % |
| Quelle: Ergebnis der Volkszählung 2011 |            |            |          |          |        |        |        |        |         |         |       |       |        |        |               |               |        |          |

## Bildung
Dank bedeutender Anstrengungen ist die Alphabetisierung in den letzten Jahrzehnten stark gestiegen. Dennoch ist die Alphabetisierung im Vergleich zu den anderen Distrikten des Bundesstaats Nagaland tief. Im städtischen Bereich können immerhin fast 92 Prozent der Personen lesen und schreiben. Auf dem Land dagegen können nur rund 69 Prozent lesen und schreiben. Typisch für indische Verhältnisse sind die starken Unterschiede zwischen den Geschlechtern und der Stadt-/Landbevölkerung.
| Alphabetisierung im Distrikt Longleng  |                   |                   |
| Einheit                                | Volkszählung 2011 | Volkszählung 2011 |
| Einheit                                | Anzahl            | Anteil            |
| GESAMT                                 | 29.859            | 72,17 %           |
| Männer                                 | 16.139            | 74,48 %           |
| Frauen                                 | 13.720            | 69,63 %           |
| STADT GESAMT                           | 5.841             | 91,45 %           |
| Stadt-Männer                           | 3.123             | 92,48 %           |
| Stadt-Frauen                           | 2.718             | 90,30 %           |
| LAND GESAMT                            | 24.018            | 68,65 %           |
| Land-Männer                            | 13.016            | 71,15 %           |
| Land-Frauen                            | 11.002            | 65,90 %           |
| Quelle: Ergebnis der Volkszählung 2011 |                   |                   |

## Verwaltungsgliederung
Der Distrikt war bei der letzten Volkszählung 2011 in fünf Circles (Kreise) aufgeteilt.
| Bevölkerung in den Circles |          |          |         |         |        |         |        |         |          |          |
|                            | Longleng | Longleng | Namsang | Namsang | Sakshi | Sakshi  | Tamlu  | Tamlu   | Yongnyah | Yongnyah |
| Anzahl                     | Anteil   | Anzahl   | Anteil  | Anzahl  | Anteil | Anzahl  | Anteil | Anzahl  | Anteil   |          |
| GESAMT                     | 23.184   | 100 %    | 3.518   | 100 %   | 8.615  | 100 %   | 5.336  | 100 %   | 9.831    | 100 %    |
| Männer                     | 12.153   | 52,42 %  | 1.841   | 52,33 % | 4.586  | 53,23 % | 2.785  | 52,19 % | 5.137    | 52,25 %  |
| Frauen                     | 11.031   | 47,58 %  | 1.677   | 47,67 % | 4.029  | 46,77 % | 2.551  | 47,81 % | 4.694    | 47,75 %  |
| Stadt                      | 7.613    | 32,84 %  | 0       | 0 %     | 0      | 0 %     | 0      | 0 %     | 0        | 0 %      |
| Land                       | 15.571   | 67,16 %  | 3.518   | 100 %   | 8.615  | 100 %   | 5.336  | 100 %   | 9.831    | 100 %    |